# Rudolf Stamm (Literaturwissenschaftler)
Rudolf Stamm (* 12. April 1909 in Basel; † 2. Februar 1991 ebenda) war ein Schweizer Literaturwissenschaftler, Anglist, Hochschullehrer und Theaterkritiker.

## Leben und Werk

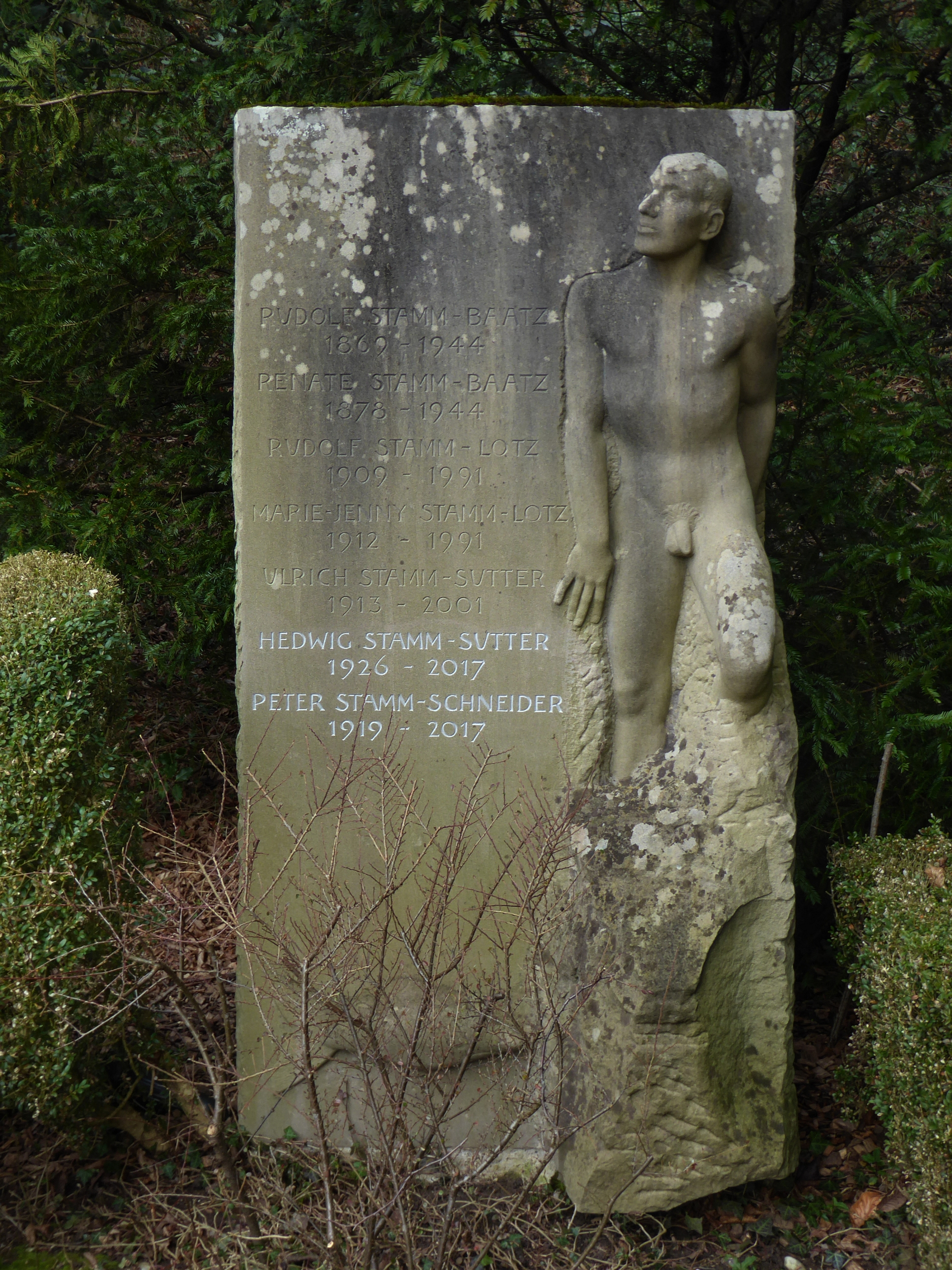
Familiengrab, Friedhof am Hörnli

Rudolf Stamm war ein Sohn des Bauunternehmers und Bautechniker Rudolf Stamm (1869–1944) und der Renate, geborene Baatz (1878–1944).
Stamm studierte Anglistik in Basel, München, Berlin und Princeton. 1934 promovierte er mit einer Arbeit über Daniel Defoe in Basel. 1938 erfolgte die Habilitation. Ab 1938 lehrte er als Privatdozent, ab 1948 als ausserordentlicher Professor an der Universität Basel. Ab 1950 war er Ordinarius an der Handelshochschule St. Gallen. 1956 trat er die Nachfolge von Henry Lüdeke (1889–1962) an der Universität Bern an. Stamm war 1969 ein Mitbegründer des Studententheaters The Gay Beggars am Englischen Seminar der Universität Basel.
Von 1965 bis 1976 war er Präsident der deutschen Shakespeare-Gesellschaft West. Stamm war von 1950 bis 1980 Mitherausgeber des Shakespeare-Jahrbuchs sowie von 1976 bis 1982 der Englisch-deutschen Studienausgabe der Dramen Shakespeares. Stamm schrieb zahlreiche Rezensionen und Essays zum Theater in Zeitungen und Zeitschriften. Zudem war er von 1957 bis 1960 Präsident der schweizerischen Gesellschaft für Theaterkultur (SGTK).
1945 heiratete er Marie-Jenny, geborene Lotz (1912–1991). Seine letzte Ruhestätte fand er auf dem Friedhof am Hörnli.